# Elecciones generales de Santa Lucía de 1951

Tuvierion lugar en Santa Lucía el 12 de octubre de 1951

Elecciones generales tuverion lugar en Santa Lucía el 12 de octubre de 1951. El resultado fue una victoria para el Partido Laborista de Santa Lucía, el cual obtuvo cinco de ocho escaños. La participación electoral fue de 59,1%.

## Resultados
| Partido                             | Votos  | %    | Escaños |
| ----------------------------------- | ------ | ---- | ------- |
| Partido Laborista de Santa Lucía    | 7 648  | 49,6 | 5       |
| Partido Progresista Popular         | 4 201  | 27,2 | 1       |
| Independientes                      | 3 577  | 23,2 | 2       |
| Votos en blanco/nulos               | 1 360  | –    | –       |
| Total                               | 16 786 | 100  | 8       |
| Electores registrados/participación | 28 398 | 59,1 | –       |
| Fuente: Nohlen, PDBA                |        |      |         |